# Deltoclita rubripes
Deltoclita rubripes är en spindelart som först beskrevs av Eugen von Keyserling 1880.  Deltoclita rubripes ingår i släktet Deltoclita och familjen krabbspindlar. Inga underarter finns listade i Catalogue of Life.